# غيدو ميسينا
غيدو ميسينا (بالإيطالية: Guido Messina)‏ مواليد 4 يناير 1931 في مونريالي، إيطاليا، هو دراج إيطالي. شارك في دورة الألعاب الأولمبية الصيفية وفاز بميدالية أولمبية.

## الميداليات
| الميدالية | المسابقة                       |
| --------- | ------------------------------ |
| ذهبية     | الألعاب الأولمبية الصيفية 1952 |

## روابط خارجية
- غيدو ميسينا على موقع أرشيف الدراجات (الإنجليزية)
- غيدو ميسينا على موقع إحصائيات الدراجات الإحترافية (الإنجليزية)
- غيدو ميسينا على موقع CycleBase (الإنجليزية)
- غيدو ميسينا على موقع اللجنة الأولمبية الدولية (الإنجليزية)
- غيدو ميسينا على موقع أوليمبيديا (الإنجليزية)
- غيدو ميسينا على موقع اللجنة الأولمبية الإيطالية (الإيطالية)